# Капитан Кракен и его команда
«Капитан Кракен и его команда» — российский детский мультсериал, снятый студией Rocket Fox. Премьера в России состоялась 16 сентября 2017 года. Режиссёр фильма — Артур Меркулов. Мультсериал состоит из 1 сезона (26 серий).
В 2021 году стало известно, что французский дистрибутор Playbig будет заниматься продвижением мультсериала в Юго-Восточной и Южной Азии, Гонконге, Тайване и Южной Кореи.
Мультсериал стал номинантом V Национальной анимационной премии «Икар» (2019), участвовал в международном кинорынке детских мультфильмов MIPJunior в Каннах (2018).

## Сюжет
В центре сюжета — старый пират— капитан-осьминог Кракен, вышедший на пенсию, который вместе с тремя внуками (рыбка Флип, маленькая медуза Сью и морская утка Кря) путешествует по морскому миру. Вместе с дедом внуки учатся новым навыкам, играют в игры и пытаются стать настоящими пиратами.

## Персонажи
- Капитан Кракен — старый пират на пенсии, живущий своим старпомом Сильвером на затонувшем корабле.
- Флип — маленькая рыбка-шар. Самый младший внук капитана. Имеет пугливый и робкий характер.
- Сью — внучка капитана, медуза, средняя по возрасту. Сорви голова, храбрая, торопливая.
- Кря — самый старший внук капитана, морская утка. Комичный персонаж, находящий нестандартные решения.
- Сильвер — немой персонаж, помощник капитана и нянька детей.
- Мисс Касатка — соседка Кракена, милая дама в возрасте, занимающаяся приготовлением пирогов.
- Месье Креветка — хозяин кафе «Пещера сладостей». Он француз, говорит с акцентом. Несчастный персонаж, все время уставший и замученный работой.
- Вуди — простофиля.
- Капитан Улитка — медлительный хозяин бюро находок и почты.

## Актёры озвучания
| Персонаж       | Озвучивание         |
| -------------- | ------------------- |
| Капитан Кракен | Александр Хотченков |
| Флип           | Алёна Созинова      |
| Сью            | Василиса Эльдарова  |
| Кря            | Сергей Балабанов    |
| Сильвер        | Егор Архипов        |
| Мисс Касатка   | Алёна Созинова      |
| Месье Креветка | Даниил Эльдаров     |
| Вуди           | Даниил Эльдаров     |
| Капитан        |                     |